# Sander Rølvåg
Sander Olav Rølvåg (* 4. August 1990 in Sandnessjøen) ist ein norwegischer Curler.

## Karriere
Rølvåg begann seine internationale Laufbahn als Skip der norwegischen Mannschaft beim Europäischen Olympischen Winter-Jugendfestival 2009, bei dem er die Bronzemedaille gewann. Bei der Juniorenweltmeisterschaft 2011 spielte er als Lead unter Skip Steffen Mellemseter und wurde Dritter; im darauffolgenden Jahr kam er mit Skip Markus Høiberg auf den vierten Platz.
Seit 2014 hat er jedes Jahr als Ersatzspieler der norwegischen Herrenmannschaft an den Europameisterschaften teilgenommen. 2014 und 2016 gewann er die Silbermedaille und 2015 die Bronzemedaille.
2015 gewann er bei der Mixed-Weltmeisterschaft als Second unter Skip Steffen Walstad die Goldmedaille. Mit Walstad nahm er 2017 auch erstmals an der Weltmeisterschaft der Herren teil; als Ersatzspieler kam er mit dem norwegischen Team auf den achten Platz.

## Privatleben
Rølvåg arbeitet als Curling-Lehrer, Eismeister und Kommentator.